# Władysław Żelazny
Władysław Żelazny (ur. 24 września 1925 w Jędrzejowicach, zm. 5 sierpnia 2008) – polski ślusarz i polityk, poseł na Sejm PRL VII i VIII kadencji.

## Życiorys
Uzyskał wykształcenie zasadnicze zawodowe. Ślusarz mechanik, później brygadzista w Hucie im. Marcelego Nowotki w Ostrowcu Świętokrzyskim. Działał w Związku Młodzieży Wiejskiej. Do Polskiej Zjednoczonej Partii Robotniczej wstąpił w 1958. Był przewodniczącym Rady Oddziałowej wydziałowego klubu techniki i racjonalizacji (autor patentu). Zasiadał w Komitecie Zakładowym i Miejskim PZPR. W latach 1964–1976 był radnym Wojewódzkiej Rady Narodowej. W 1976 uzyskał mandat posła na Sejm PRL VII kadencji w okręgu Skarżysko-Kamienna z ramienia PZPR. Zasiadał w Komisji Przemysłu Ciężkiego, Maszynowego i Hutnictwa oraz w Komisji Spraw Zagranicznych. W 1980 uzyskał reelekcję z ramienia tej samej partii i w tym samym okręgu. W Sejmie VIII kadencji zasiadał w Komisji Przemysłu Ciężkiego, Maszynowego i Hutnictwa, Komisji Spraw Zagranicznych oraz w Komisji Przemysłu. Otrzymał Medal 30-lecia Polski Ludowej.
Został pochowany na cmentarzu w Szewnie.